# Artur Carlos de Barros Basto
Artur Carlos de Barros Basto OC • OA (nome Hebreu: Abraham Israel Ben-Rosh) (Amarante, 18 de Dezembro de 1887 – Porto, 8 de Março de 1961) foi um militar de carreira, mas também um escritor e um filósofo que publicou várias obras relacionadas com o Judaísmo. Foi um importante líder judaico e impulsionador da criação da comunidade Judaica do Porto, cujo nome oficial é Comunidade Israelita do Porto e da edificação da Sinagoga Kadoorie. Ajudou ao retorno dos criptojudeus ao Judaísmo e os refugiados judeus na Segunda Guerra Mundial.

## Vida e Obra
Quando ainda jovem, Barros Basto soube por via de seu avô, quando este se encontrava no leito de morte, que tinha antepassados Judeus. A sua família já não mantinha os preceitos judaicos e este apenas teve conhecimento da existência de Judeus em Portugal em 1904 quando leu um artigo de jornal, referente à inauguração da sinagoga Shaaré Tikva, em Lisboa.
Anos mais tarde, iniciou a sua vida militar e, quando o exército o mandou frequentar um curso na Escola Politécnica de Lisboa, o jovem Barros Basto dirigiu-se à sinagoga da cidade, numa tentativa de ser aí admitido. Os dirigentes da sinagoga não permitiram mas Barros Basto não desistiu. 
Quando foi implantada a República em 1910, Barros Bastos foi aquele que hasteou a bandeira republicana na cidade do Porto.
Na Primeira Guerra Mundial, já tenente do exército comandou um batalhão do Corpo Expedicionário Português na frente da Flandres. Pelos seus actos de bravura e honra no campo de batalha foi condecorado e promovido a capitão.
Barros Basto era um autodidacta e, após aprender hebraico, foi viver uns tempos para Marrocos onde iniciou formalmente um processo de conversão ao Judaísmo (conhecido em hebreu por Geirut). Viu o seu processo concluído quando, em Tânger, foi circuncidado e mais tarde submetido a um tribunal rabínico (Beit Din). Passou assim a chamar-se Abraham Israel Ben-Rosh.
Regressado a Lisboa, casou-se com Lea Israel Montero Azancot, da Comunidade Israelita de Lisboa, de quem teve um filho e uma filha. Teve também vários netos e bisnetos, a sua neta Isabel Ferreira Lopes, é actual vice-presidente da Comunidade Israelita do Porto. É também great-great-uncle-in-law (GGUIL) da actriz Daniela Ruah.
A 25 de Junho de 1919 foi feito Oficial da Ordem Militar de Cristo e a 5 de Outubro de 1923 foi feito Oficial da Ordem Militar de Avis.

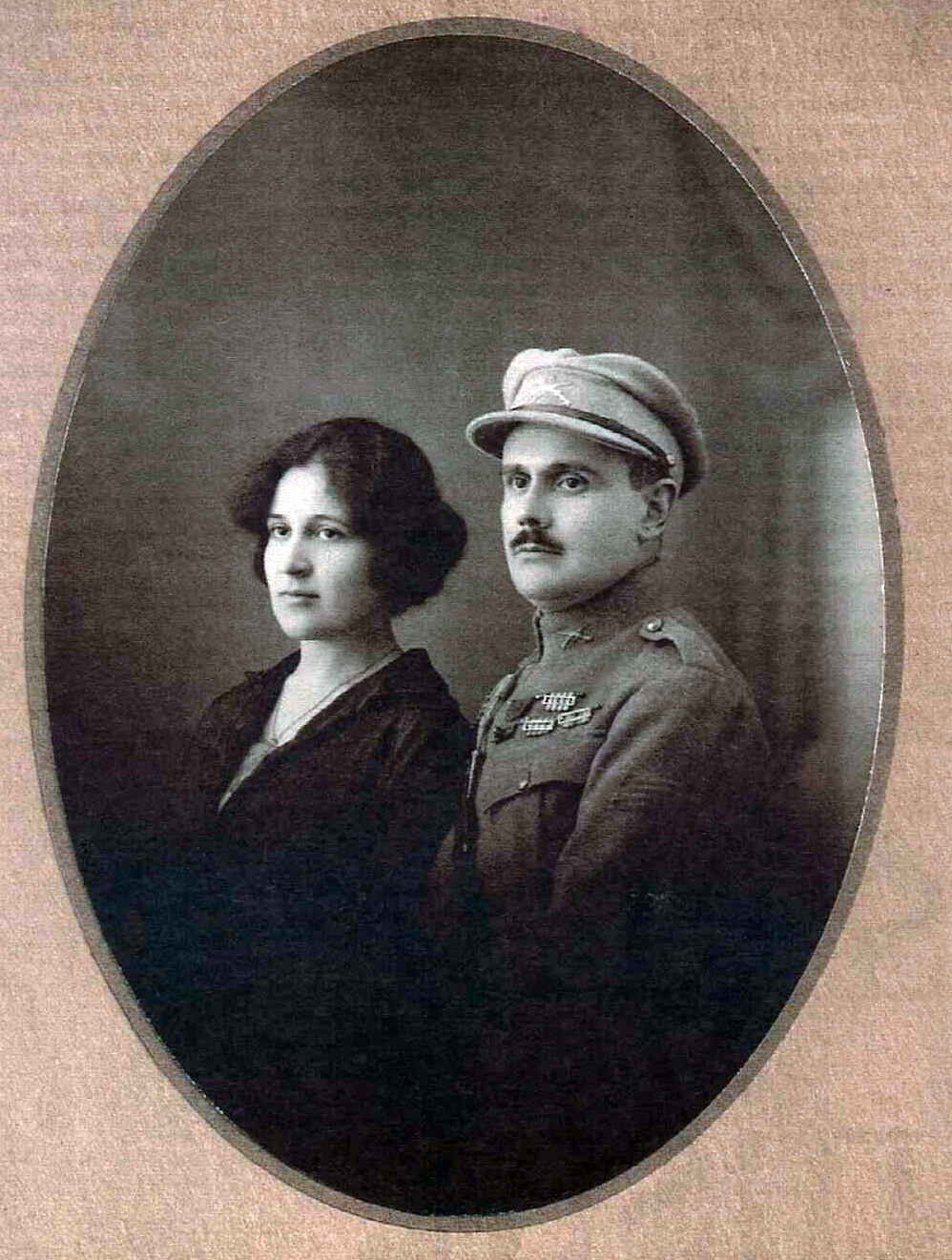
Lea Azancot e Barros Basto

Em 1921, voltou para o Porto com a sua esposa. Nessa altura Barros Basto apercebeu-se que na cidade havia apenas menos de vinte judeus asquenazim que, como não possuíam uma sinagoga, não estavam organizados e tinham de se deslocar a Lisboa sempre que, por motivos religiosos, era necessário.
Quando tomou conhecimento dessa realidade, começou a pensar que a construção de uma sinagoga era necessária e tomou iniciativa de, em 1923, registar oficialmente no Governo Civil do Porto a Comunidade Israelita do Porto e o Centro Teológico Israelita.
O actual edifício da sinagoga só começaria a ser construído anos mais tarde, mas a comunidade organizou-se e arrendou uma casa na rua Elias Garcia que passou a funcionar como uma sinagoga. À medida que o tempo ia passando, iam aparecendo cada vez mais pessoas na sinagoga, estes diziam-se descendentes dos judeus forçados a converter-se no século XV, afirmavam praticar ainda, no segredo dos seus lares, algumas práticas e rituais judaicos. Estas pessoas, os criptojudeus, começaram a participar nos serviços religiosos.
Em 1927, fundou e dirigiu o jornal Ha-Lapid, órgão da comunidade Israelita do Porto. Foi publicado até 1958.
A veracidade desses criptojudeus, foi comprovada por Barros Basto e do comité de Londres que constataram que estes não mentiam sobre as suas origens pois provaram ainda manter as preces a Hashem bem como respeitarem o dia de Shabat tal como os seus antepassados. É de referir também que na Acta N.º 68 da Direcção (Maâmad) da Comunidade Israelita do Porto ficou estabelecido que seria aceite na congregação qualquer pessoa que “provasse absolutamente a sua origem judaica”.

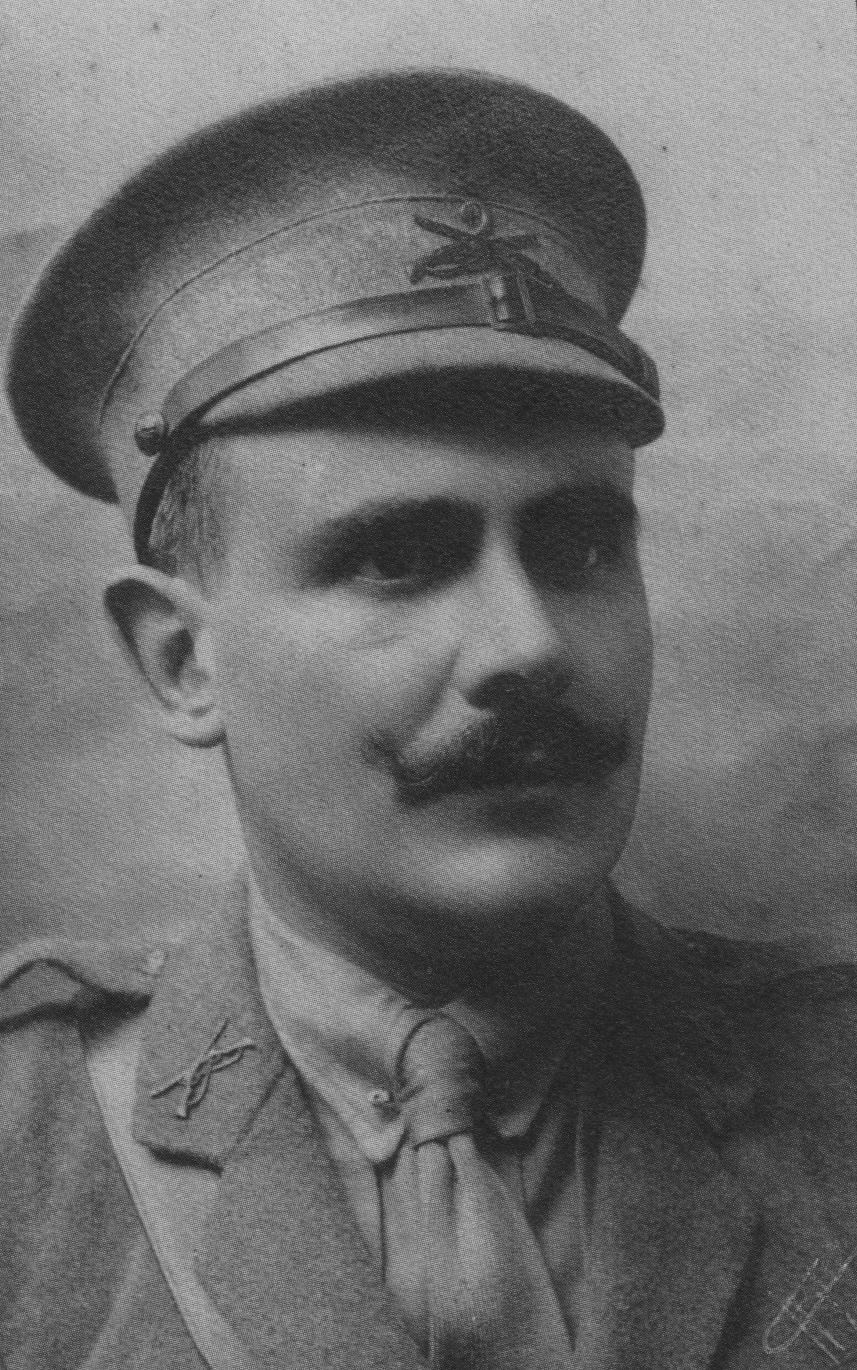
Barros Basto

Esta situação despertou interesse em Barros Basto que, por isso, decidiu visitar frequentemente aldeias e vilas de Trás-os-Montes e das Beiras à procura de mais pessoas interessadas em voltar ao Judaísmo. Esta medida captou a atenção de algumas pessoas, principalmente de algumas comunidades judaicas, como o caso da Comunidade de Judeus Portugueses em Londres, que criou o "Portuguese Marranos Committee", uma organização com o intuito de ajudar as pessoas que queriam a voltar ao Judaísmo.
Com a mudança de regime dada nos anos 30, Barros Basto começou a ser conotado com a oposição, e não tardou até começar a ser perseguido pelo exército. Começou a ser colocado em locais cada vez mais longe do Porto, numa tentativa de assim o afastar da Sinagoga e da Comunidade. 
Em 1937, Barros Basto foi julgado pelo Conselho Superior de Disciplina do Exército e foi afastado da instituição por alegadamente participar nas cerimónias de circuncisão (em hebreu, brit milá) dos alunos do instituto teológico israelita do Porto, facto que o Conselho considerou “imoral” mas que é uma prática fundamental para o povo Judeu.
Um ano depois, em 1938, Barros Basto viu o seu grande projecto a ser inaugurado, a sinagoga Kadoorie, no Porto. A sua construção foi iniciada em 1929 quando Barros Basto conseguiu reunir fundos para aquisição do terreno e construção do edifício. Esta é a sede da Comunidade Israelita do Porto e ainda hoje mantém as suas funções religiosas. 
Já afastado do exército, ajudou centenas judeus fugidos da Segunda Guerra Mundial a escapar à guerra e ao Holocausto, permitindo-lhes recomeçar a sua vida noutros países. Recentemente a Comunidade Israelita do Porto assinou um protocolo com o Museu Memorial do Holocausto dos Estados Unidos com a finalidade de lhe fornecer milhares de documentos e fichas individuais de refugiados que, com ajuda de Barros Basto, puderam reconstruir as suas vidas a partir do Porto.
Faleceu em 1961, e foi enterrado no cemitério de Amarante, cidade onde nasceu, conforme o seu desejo, envergando a farda com a qual sempre serviu a sua pátria. No leito de morte exclamou que um dia lhe seria feita justiça, justiça esta que só haveria de chegar em 2012, mais de 50 anos após a sua morte.

## Reabilitação
No seguimento de uma petição apresentada à Assembleia da República, pela sua neta Isabel Ferreira Lopes, a 31 de Outubro de 2011, o nome de Barros Basto foi reabilitado a 29 de Fevereiro de 2012. 
A petição, aprovada por unanimidade por todos os partidos políticos veio concluir que Barros Basto, ao ser afastado do exército foi vítima de segregação político-religiosa pelo facto de ser judeu. «Barros Basto foi separado do Exército devido a um clima genérico de animosidade contra si motivado pelo facto de ser judeu» — pode ler-se no documento a que a Agência LUSA teve acesso.
Por sua vez, a Resolução da Assembleia da República n.º 119/2012, de 10-08, recomendou ao governo que procedesse a uma reintegração simbólica de Barros Basto no Exército, a título póstumo, «em categoria nunca inferior àquela a que o militar em causa teria direito se sobre o mesmo não tivesse sido instaurado o processo que levou ao seu afastamento.»
Em declarações à Lusa, Isabel Ferreira Lopes, neta de Barros Basto e Vice-Presidente da Comunidade Israelita do Porto afirmou que, depois da reabilitação do avô, o passo seguinte passava pela reabilitação da sinagoga do Porto: «No ano da reabilitação do fundador da Comunidade Israelita do Porto reabilitar-se-á também a sinagoga».